# Stina Sturesson

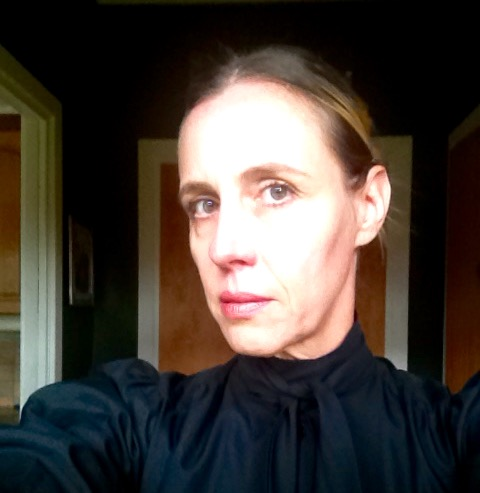
Stina Sturesson Svansjö, 2017.

Stina Sturesson Svansjö, född den 19 mars 1971 i Lund, är en svensk manusförfattare, sångerska, kompositör och scenartist.

## Biografi
Stina Sturesson växte upp i Bjärred och började med teater i slutet av 80-talet Studioteatern i Malmö, där hon skrev och regisserade de egna pjäserna "Det finns inget dåligt väder", "Bättre slå än skrika", "Nu är det jul igen" och "Onda andar".
År 1999 bildade hon popbandet Diadem tillsammans med trummisen Julia Falkman och gitarristen Martin Karlqvist. Några år senare kom basisten Hanna Hansson och sångaren Christer Jönsson med. Stina Sturesson skrev låtarna och sjöng och hon fortsatte samarbetet med Christer Jönsson i bland annat duon "A Great Romance" som låtskriverska och sångerska.
År 2000 bildade hon teatergruppen "Rädda Teatern" och satte upp pjäsen "Det började som en skakning", om en familj på väg mot sin egen undergång. Den sattes även upp 2011 av Varitéteatern Barbés och Teater 23 och blev uttagen till scenkonstfestivalen Bibu år 2012, som riktar sig till scenkonst för barn och unga.
Stina Sturesson  började skriva för SVT 2001 och TV-debuterade 2005 med den Kristallennominerade dramaserien God morgon alla barn, i regi av Jens Jonsson. Året därpå skapade hon TV-serien Bota mig!, som sändes lördagkvällar, i regi av Joachim Siegård, med Peter Andersson och Lia Boysen i huvudrollerna. Sturesson har även hoppat in som avsnittsförfattare till andras serier, bland andra Starke man och Inte värre än andra.
Sedan 2008 driver hon det egna produktionsbolaget Stina Sturesson Produktion, som sätter upp egna föreställningar och teaterkonserter.